# Platygaster sterope
Platygaster sterope är en stekelart som beskrevs av Walker 1836. Platygaster sterope ingår i släktet Platygaster, och familjen gallmyggesteklar. Inga underarter finns listade i Catalogue of Life.